# تيمور بيك
تيمور بيك (بالأويغورية: تیمور بیگ)‏، هو أويغوري مسلم متمرد يدعو للانفصال عن الصين، كان القائد العسكري في حرب سنجان في عام 1933. كما شارك في عام 1933 في معركة كاشغر وشارك من قبل في تمرد توربان سنة 1932. في أغسطس عام 1933 قامت الفرقة 36 من الجيش الصيني بالهجوم عليه وعلى قواته. وقاموا بقتله وقطع رأسه ورؤوس المسلمين التابعين له، ووضعوا رأسه على رمح داخل مسجد عيد غا في كاشغر.